# 세계명작극장
세계명작극장(世界名作劇場) 시리즈는 닛폰 애니메이션 사에서 제작한 애니메이션 프로그램 시리즈이다. 세계적으로 널리 알려진 소설과 동화들을 원작으로 하고 있지만, 그 중에서는 비교적 생소한 작품들도 포함되어 있다. 일본에서는 일반적으로 "명극"(名劇)으로 약칭되고 있다. 1969년부터 1997년까지, 2007년부터 2009년까지 방영되었다.
참여 방송사는 후지TV 가맹국과 BS 후지으로 편성하였다.

## 주요 작품
- 1974년 - 알프스의 소녀 하이디
- 1975년 - 플랜더스의 개 (フランダースの犬)
- 1976년 - 엄마 찾아 삼천리 (母をたずねて三千里)
- 1977년 - 미국 너구리 라스칼 (あらいぐまラスカル)
- 1978년 - 집 없는 소녀 펠리네 (ペリーヌ物語)
- 1979년 - 빨강머리 앤 (赤毛のアン)
- 1980년 - 톰소여의 모험 (トム・ソーヤーの冒険)
- 1981년 - 플로네의 모험 (ふしぎな島のフロ一ネ)
- 1982년 - 말괄량이 루시 (南の虹のルーシー)
- 1983년 - 알프스 소녀 안네트 (アルプス物語 わたしのアンネット)
- 1984년 - 목장의 소녀 캐트리 (牧場の少女カトリ)
- 1985년 - 소공녀 세라 (小公女セーラ)
- 1986년 - 시골소녀 폴리아나 (愛少女ポリアンナ物語)
- 1987년 - 작은 아씨들 (愛の若草物語)
- 1988년 - 소공자 세디 (小公子セディ)
- 1989년 - 피터팬의 모험 (ピーターパンの冒険)
- 1990년 - 키다리 아저씨 (私のあしながおじさん)
- 1991년 - 알프스의 메아리 (トラップ一家物語)
- 1992년 - 재키와 머피 (大草原の小さな天使 ブッシュベイビー)
- 1993년 - 작은 아씨들 - 조의 아이들 (若草物語 ナンとジョー先生)
- 1994년 - 돌고래 요정 티코 (七つの海のティコ)
- 1995년 - 로미오의 푸른하늘 (ロミオの青い空)
- 1996년 - 명견 래시 (名犬ラッシー)
- 1996~1997년 - 집 없는 아이 레미 (家なき子レミ * 여주인공으로 성별 변경 제작판)
- 2007년 - 레미제라블 - 소녀 코제트 (レ・ミゼラブル 少女コゼット)
- 2008년 - 포르피의 기나긴 여행 (ポルフィの長い旅)
- 2009년 - 안녕 앤 (こんにちは アン 〜Before Green Gables)